# 언더클럭
언더클럭(underclocking) 또는 다운클럭(downclocking)은 컴퓨터나 전자 회로의 타이밍 설정을 수정하여 지정된 클럭 속도보다 낮은 속도로 작동시키는 것이다. 언더클럭은 컴퓨터의 전력 소비를 줄이고, 배터리 수명을 늘리며, 열 방출을 줄이는 데 사용되며, 시스템의 안정성, 수명/신뢰성 및 호환성을 높일 수도 있다. 언더클럭은 공장에서 구현될 수도 있지만, 많은 컴퓨터와 부품은 최종 사용자에 의해 언더클럭될 수 있다. 언더클럭은 오버클럭의 반대 개념이다.

## 종류

### CPU 언더클럭
마이크로프로세서의 경우, 일반적으로 열 방출 장치의 필요성을 줄이거나 전기 전력 소비를 줄이는 것이 목적이다. 이는 고열 환경에서 시스템 안정성을 높이거나, 더 낮은 공기 흐름(따라서 더 조용한) 냉각 팬으로 또는 팬 없이 시스템을 작동시킬 수 있게 한다. 예를 들어, 일반적으로 3.4 GHz로 클럭되는 펜티엄 4 프로세서는 2 GHz로 "언더클럭"될 수 있으며, 이 경우 팬 속도를 줄여도 안전하게 작동할 수 있다. 이는 필연적으로 시스템 성능의 일부 손실을 가져온다. 그러나 성능 감소 비율은 종종 다른 병목 현상, 즉 하드 디스크, GPU, 디스크 컨트롤러, 인터넷, 네트워크 등에 의해 성능이 제한되기 때문에 클럭 속도 감소 비율보다 작다. 언더클럭은 장치의 에너지 요구 사항을 낮추기 위해 동기 회로의 타이밍을 변경하는 것을 말한다. 의도적인 언더클럭은 프로세서의 속도를 제한하는 것을 포함하며, 이는 작동 속도에 영향을 미칠 수 있지만, 다른 하드웨어와 원하는 사용 목적에 따라 장치의 성능 저하가 눈에 띄지 않을 수도 있다.
많은 컴퓨터 및 기타 장치는 언더클럭을 허용한다. 제조업체는 여러 가지 이유로 언더클럭 옵션을 추가한다. 언더클럭은 과도한 열 축적을 완화하는 데 도움이 될 수 있는데, 이는 성능이 낮으면 장치 내부에서 많은 열이 발생하지 않기 때문이다. 또한 장치 작동에 필요한 에너지 양을 줄일 수도 있다. 노트북 컴퓨터 및 기타 배터리 작동 장치는 배터리 충전 없이 더 오래 지속될 수 있도록 언더클럭 설정을 가지고 있는 경우가 많다.
제조업체는 언더클럭 기능을 제공하는 것 외에도 기계의 기능을 제한하여 효율성을 높일 수 있다. 축소 명령어 집합 컴퓨터(RISC) 모델은 제조업체가 더 적은 전력으로 작동하는 장치를 만드는 데 도움을 줄 수 있다.

### 그래픽 카드
언더클럭은 그래픽 카드 프로세서의 GPU에서도 수행될 수 있으며, 주로 열 출력 감소를 목표로 한다. 예를 들어, GPU를 일상적인 작업(예: 인터넷 브라우징 및 워드 프로세싱)을 수행할 때 더 낮은 클럭 속도로 작동하도록 설정할 수 있어, 카드가 더 낮은 온도에서 작동하고 팬 속도도 더 낮고 조용해진다. GPU는 게임과 같이 그래픽적으로 더 집중적인 애플리케이션을 위해 오버클럭될 수 있다. GPU를 언더클럭하면 성능이 감소하지만, 그래픽적으로 집중적인 애플리케이션을 제외하고는 이러한 감소가 눈에 띄지 않을 것이다.

### 메모리 언더클럭
새롭고 빠른 RAM은 희귀하거나 단종된 메모리를 대체하는 저렴한 방법으로 구형 시스템에 맞춰 언더클럭될 수 있다. 또한 특히 여러 클럭 속도가 다른 메모리 모듈이 있는 PC에서 더 높은 설정에서 안정성 문제가 발생할 경우 필요할 수도 있다. PC 프로세서가 언더클럭되고 클럭 계수 또는 배율(프로세서와 메모리 클럭 속도 간의 비율)이 변경되지 않으면 메모리도 언더클럭된다.

## 사용 시기
동적 주파수 스케일링(자동 언더클럭)은 노트북 컴퓨터에서 매우 흔하며 데스크톱 컴퓨터에서도 일반화되었다. 노트북에서는 컴퓨터가 배터리로 작동할 때마다 프로세서가 자동으로 언더클럭되는 것이 일반적이다. 대부분의 최신 노트북 및 데스크톱 프로세서(AMD의 쿨 앤 콰이엇 및 파워나우!와 같은 절전 계획 사용)는 기계 BIOS와 운영 체제가 지원할 경우 가벼운 처리 부하에서 자동으로 언더클럭된다. 인텔 또한 스피드스텝이라는 기능을 통해 수많은 프로세서에서 이 방법을 사용해왔다. 스피드스텝은 코어 2 듀오 및 일부 펜티엄 모델과 같은 칩에서 처음 등장했으며, 나중에 중급에서 고급 코어 i3, i5, i7 모델의 표준이 되었다.
일부 프로세서는 영구적인 손상을 초래할 수 있는 과열을 방지하기 위한 방어적 조치로 자동으로 언더클럭된다. 이러한 프로세서가 안전한 작동에 너무 높다고 판단되는 온도 수준에 도달하면, 열 제어 회로가 활성화되어 온도가 안전한 수준으로 돌아올 때까지 클럭 및 CPU 코어 전압을 자동으로 낮춘다. 적절하게 냉각되는 환경에서는 이 메커니즘이 거의 (혹은 전혀) 트리거되지 않아야 한다.
가장 높은 클럭의 컴퓨터가 목표인 오버클럭 대회와 달리, 언더클럭 대회가 여러 개 있으며 목표는 가장 낮은 클럭의 컴퓨터를 만드는 것이다.

## 장점
- 전기 전력 소비 감소, 특히 언더볼팅(즉, 부품의 전압을 정격보다 낮추는 것)과 결합할 때 더욱 그렇다. 예를 들어, 애슬론 XP 1700+ 프로세서를 1466MHz에서 1000MHz로 언더클럭하고 코어 전압을 1.75V에서 1.15V로 줄임으로써, 컴퓨터 사용자는 전력 소비를 64.0W에서 21.6W로, 즉 66% 감소시켰으며, 성능은 단 26%만 줄었다.[3] 이는 최신 프로세서에도 동일하게 적용된다. 단일 코어 인텔 CPU를 20% 언더클럭했을 때, PC 성능은 13%만 감소했고 전력은 49% 절감되었다.[4]

일반적으로 전기 용량 C, 주파수 f, 전압 V로 작동하는 CPU의 소비 전력은 대략 다음과 같다.
{\displaystyle P=CV^{2}f.}
- 열 발생 감소: 이는 전력 소비에 정확히 비례한다.
- 소음 감소: 냉각 팬 속도를 늦추거나 아예 제거할 수 있기 때문이다. 냉각 팬의 효율은 회전 속도에 비례하지만, 속도가 증가할수록 소음도 증가한다.
- 하드웨어 수명 연장.
- 안정성 증가.
- 배터리 수명 증가.
- 오래된 애플리케이션과의 호환성 향상.
- CPU 타이밍에 의존하는 매우 오래된 컴퓨터 게임의 적절한 성능.

## 실제 적용

### 리눅스
리눅스 커널은 CPU 주파수 변조를 지원한다. 지원되는 프로세서에서 이 기능에 접근하기 위해 cpufreq를 사용하면 시스템 관리자가 CPU의 클럭 속도를 가변적으로 제어할 수 있다. 커널에는 기본적으로 Conservative, Ondemand, Performance, Powersave, Userspace, Schedutil의 여섯 가지 관리자가 포함되어 있다. Conservative 및 Ondemand 관리자는 CPU 부하에 따라 클럭 속도를 조정하지만, 각각 다른 알고리즘을 사용한다. Ondemand 관리자는 CPU 부하 시 최대 주파수로 점프하고 CPU 유휴 시 주파수를 단계별로 감소시키는 반면, Conservative 관리자는 CPU 부하 시 주파수를 단계별로 증가시키고 CPU 유휴 시 최저 주파수로 점프한다. Performance, Powersave 및 Userspace 관리자는 클럭 속도를 정적으로 설정한다: Performance는 최고 사용 가능 속도로, Powersave는 최저 사용 가능 속도로, 그리고 Userspace는 사용자가 결정하고 제어하는 주파수로 설정한다. Schedutil 관리자는 스케줄러의 PELT(Per-Entity Load Tracking) 메커니즘을 통해 부하를 추정한다.

### 윈도우
언더클럭은 BIOS에서 수동으로 또는 윈도우 애플리케이션을 사용하여 수행하거나, 인텔의 스피드스텝 또는 AMD의 쿨 앤 콰이엇과 같은 기능을 사용하여 동적으로 수행할 수 있다. Windows 7 및 10에서는 전원 관리 계획의 "고급" 설정 내에서 언더클럭을 설정할 수 있다.

### Eee PC
Eee PC의 초기 모델은 900 MHz 인텔 셀러론 M 프로세서를 630 MHz로 언더클럭하여 사용했다.

### Mac OS X
언더클럭은 EFI에서 수행될 수 있다.

### 스마트폰 및 PDA
모토로라 모토쿼티, 팜 프리, 애플 아이폰과 같은 대부분의 스마트폰 및 PDA는 배터리 수명을 극대화하기 위해 덜 강력한 프로세서를 완전히 클럭하는 대신 더 강력한 프로세서를 언더클럭하여 사용한다. 이러한 모바일 장치의 설계자들은 종종 더 느린 프로세서가 더 낮은 클럭 속도에서 작동하는 더 강력한 프로세서보다 배터리 수명이 더 나쁘다는 것을 발견한다.
그들은 프로세서의 전성비를 기준으로 프로세서를 선택한다.

### 성능
언더클럭된 기기의 성능은 예상보다 좋은 경우가 많다. 일반적인 데스크톱 사용 환경에서는 CPU의 전체 성능이 거의 필요하지 않다. 시스템이 바쁠 때도 많은 시간이 메모리, 디스크 또는 기타 장치에서 데이터를 기다리는 데 소요된다. 이러한 장치는 훨씬 낮은 대역폭으로 작동하는 버스를 통해 CPU와 통신한다. 일반적으로 CPU 배율이 낮을수록(따라서 CPU의 클럭 속도가 낮을수록) 성능이 버스의 성능에 가까워지고 대기 시간이 줄어든다.

## 같이 보기
- big.LITTLE